# Krzysztof Dybciak
Krzysztof Dybciak (ur. 12 lutego 1948 w Łukowie) − polski krytyk literacki i teoretyk literatury, profesor zwyczajny Uniwersytetu Kardynała Stefana Wyszyńskiego.

## Życiorys
Studiował polonistykę na Uniwersytecie Warszawskim, który ukończył w 1971, następnie pracował w Instytucie Badań Literackich PAN, gdzie doktoryzował się w 1980. W latach 1985–2000 pracował na Wydziale Nauk Humanistycznych KUL (habilitacja w 1986, stanowisko profesora 1992), od roku 2000 kieruje Katedrą Literatury XX Wieku w Uniwersytecie Kardynała Stefana Wyszyńskiego w Warszawie, w 2007 tytuł profesora zwyczajnego.
Był w składzie redakcji lub kolegiów redakcyjnych czasopism: "Teksty. Dwumiesięcznik IBL i KNoLP PAN", "Roczniki Humanistyczne KUL", "Ethos. Kwartalnik", "Arka. Literatura-Historia-Polityka", "Arcana. Kultura. Historia. Polityka", "Topos. Dwumiesięcznik Literacki". 
Jest laureatem Nagrody Kościelskich (1981), Nagrody Fundacji POLCUL (1987), stypendium Instytutu Nauk o Człowieku w Wiedniu (1994),  rektora UKSW (2003), Katolickiego Stowarzyszenia "Civitas Christiana" im. Włodzimierza Pietrzaka (2013), Nagrody Grand Prix im. Witolda Hulewicza za rok 2021. 
Zasiadł w kapitule Nagrody im. Jacka Maziarskiego i Nagrody im. Józefa Mackiewicza.
Jest członkiem Stowarzyszenia Pisarzy Polskich i Towarzystwa Naukowego KUL., Narodowej Rady Rozwoju przy Prezydencie RP Andrzeju Dudzie. Został członkiem Warszawskiego Społecznego Komitetu Poparcia Jarosława Kaczyńskiego w przedterminowych wyborach prezydenckich w 2010 oraz Komitetu Poparcia Kandydata na Prezydenta RP Andrzeja Dudy w 2015. Wszedł w skład komitetu wspierającego kandydaturę Karola Nawrockiego na prezydenta RP w wyborach w 2025.
W 2018 został odznaczony Srebrnym Medalem „Zasłużony Kulturze Gloria Artis”.
Laureat Nagrody Grand Prix im. Witolda Hulewicza za rok 2021.

## Publikacje
- Gry i katastrofy (1980)
- Personalistyczna krytyka literacka (1981)
- Wiersze z czasu gier i katastrof (1982)
- Panorama literatury na obczyźnie (1990)
- Karol Wojtyła a literatura (1992)
- Trudne spotkanie: literatura polska XX wieku wobec religii (2005)
- Wokół czy w centrum literatury? Studia o krytyce i eseju (2016)
- Ponad 500 tekstów w czasopismach i książkach zbiorowych, zredagował kilkanaście książek naukowych i antologii.